# Bezirk Strzyżów
Bezirk Strzyżów – dawny powiat (Bezirk) kraju koronnego Królestwo Galicji i Lodomerii, funkcjonujący w latach 1854–1867. Siedzibą starostwa było miasteczko Strzyżów.

## Historia
Bezirk Strzyżów utworzono w ramach reformy uwłaszczeniowej z okresu Wiosny Ludów (1848–1849), która likwidowała jurysdykcję właściciela ziemskiego nad poddanymi. W Galicji, dominium – jako podstawowa jednostka administracyjna i filar systemu feudalnego straciło rację bytu. Konieczne stało się zatem wprowadzenie nowego systemu administracyjnego, którego zręby powstały w latach 1851–1855. Nowy trójstopniowy podział administracyjny objął 21 cyrkułów (niem. Kreise), 179 małych powiatów (niem. Bezirke) i ponad 6000 gmin (niem. Gemeinde). 
Bezirk Strzyżów objął obszar o wielkości 5,2 mil², zamieszkany był przez 27.801 ludzi i podzielony na 35 gmin katastralnych, w tym cztery miasteczka (Błażowa, Czudec, Niebylec i Strzyżów). Wszedł w skład cyrkułu jasielskiego, jako jeden z jego dziewięciu powiatów. Powiat miał specyficzną wschodnią odnogę w okolicy Błażowej, wrzynającą się głęboko między cyrkuły rzeszowski i sanocki. 1 maja 1860 zniesiono cyrkuł jasielski, przez co Bezirk Strzyżów włączono do cyrkułu rzeszowskiego.
Po nadaniu Galicji autonomii oraz powołaniu samorządu gminnego i powiatowego w 1865 zlikwidowano cyrkuły (Kreise). Dotychczasowe małe powiaty (Bezirke) w liczbie 179, utrzymały się do 1867 roku, kiedy to w następstwie kolejnej reformy administracyjnej (23 stycznia 1867) zostały zastąpione przez 74 większe powiaty. Obszar zniesionego Bezirk Strzyżów wszedł wtedy w skład nowych powiatów: rzeszowskiego, brzozowskiego i krośnieńskiego (vide podział w tabeli poniżej). 19 czerwca 1867, 1 sierpnia 1878 i 1 października 1881 częściowo zmieniono granice tych powiatów. 15 września 1896 z części omawianych obszarów utworzono powiat strzyżowski, do którego 1 maja 1901 dołączono jeszcze gminę Bonarówka z powiatu krośnieńskiego. Powiat strzyżowski zmieniono 1 stycznia 1925 i zniesiono 1 kwietnia 1932.

## Podział administracyjny (1854)
| Lp. | Gmina jednostkowa           | Powierzchnia | Ludność | Powiat w 1867 po zniesieniu |
| --- | --------------------------- | ------------ | ------- | --------------------------- |
| 1   | Strzyżów (m)                | 1160         | 1273    | rzeszowski                  |
| 2   | Gbiska                      | 320          | 53      | rzeszowski                  |
| 3   | Łętownia                    | 632          | 108     | rzeszowski                  |
| 4   | Przedmieście (Strzyżowskie) | 409          | [ 17 ]  | rzeszowski                  |
| 5   | Tropie                      | 300          | 265     | rzeszowski                  |
| 6   | Babica                      | 1402         | 585     | rzeszowski                  |
| 7   | Zarzecze                    | 388          | 647     | rzeszowski                  |
| 8   | Błażowa (m)                 | 5149         | 3337    | rzeszowski                  |
| 9   | Barycz                      | 1265         | 965     | brzozowski                  |
| 10  | Białka                      | 1297         | 826     | rzeszowski                  |
| 11  | Futoma                      | 2266         | 1104    | rzeszowski                  |
| 12  | Kąkolówka                   | 3104         | 1740    | rzeszowski                  |
| 13  | Piątkowa                    | 1135         | 631     | rzeszowski                  |
| 14  | Baryczka                    | 1553         | 781     | rzeszowski                  |
| 15  | Bonarówka                   | 1840         | 785     | krośnieński                 |
| 16  | Brzeżanka                   | 766          | 574     | rzeszowski                  |
| 17  | Czudec (m)                  | 1160         | 822     | rzeszowski                  |
| 18  | Nowawieś                    | 2238         | 742     | rzeszowski                  |
| 19  | Przedmieście (Czudeckie)    | 608          | 1004    | rzeszowski                  |
| 20  | Piekarówka i Wyżne          | 1207         | 760     | rzeszowski                  |
| 21  | Zaborów                     | 800          | 729     | rzeszowski                  |
| 22  | Glinik Charzewski           | 1655         | 324     | rzeszowski                  |
| 23  | Godowa                      | 3491         | 1295    | rzeszowski                  |
| 24  | Gwoźnica Górna              | 1847         | 1030    | brzozowski                  |
| 25  | Blizianka                   | 778          | 282     | rzeszowski                  |
| 26  | Gwoźnica Dolna              | 796          | 355     | brzozowski                  |
| 27  | Konieczkowa                 | 1737         | 782     | rzeszowski                  |
| 28  | Niebylec (m)                | 599          | 510     | rzeszowski                  |
| 29  | Gwoździanka                 | 562          | 208     | rzeszowski                  |
| 30  | Jawornik                    | 1587         | 693     | rzeszowski                  |
| 31  | Małówka                     | 297          | 184     | rzeszowski                  |
| 32  | Połomya                     | 1845         | 751     | rzeszowski                  |
| 33  | Żarnowa                     | 1322         | 583     | rzeszowski                  |
| 34  | Żyznów                      | 1918         | 932     | brzozowski                  |
| 35  | Lutcza                      | 4449         | 2141    | brzozowski                  |

Objaśnienie:
(M) = miasto; (m) = miasteczko